# Bryan Beller
Bryan Beller (6 de mayo de 1971) es un bajista estadounidense reconocido por su trabajo con Dethklok, Mike Keneally, Steve Vai, James LaBrie de Dream Theater, Dweezil Zappa, y The Aristocrats. Es miembro activo de las agrupaciones Dethklok y The Aristocrats, y toca con el guitarrista Joe Satriani desde el año 2013.

## Discografía

### Solista
- 2003: View
- 2008: Thanks In Advance
- 2011: Wednesday Night Live
- 2019: Scenes from the Flood

### Con The Aristocrats
- 2011: The Aristocrats
- 2012: Boing, We'll Do It Live!
- 2013: Culture Clash
- 2015: Culture Clash Live!
- 2015: Secret Show: Live in Osaka
- 2015: Tres Caballeros
- 2019: You Know What...?
- 2024: Duck

### Con Kira Small
- 2011: Live at The White House

### Con Dethklok
- 2009: Dethalbum II
- 2012: Dethalbum III
- 2013: The Doomstar Requiem

### Con James LaBrie
- 1999: MullMuzzler – Keep It to Yourself
- 2001: Mullmuzzler 2
- 2005: Elements of Persuasion
- 2008: Prime Cuts

### Con Joe Satriani
- 2015: Shockwave Supernova
- 2022: The Elephants Of Mars

### Con Steve Vai
- 1999: The Ultra Zone
- 2009: Where The Wild Things Are
- 2010: Where The Other Wild Things Are
- 2022: Inviolate

### Con Nick Johnston
- 2014: Atomic Mind
- 2016: Remarkably Human